# Geranium malviflorum
Geranium malviflorum är en näveväxtart som beskrevs av Pierre Edmond Boissier och Georges François Reuter. Geranium malviflorum ingår i släktet nävor, och familjen näveväxter. Inga underarter finns listade i Catalogue of Life.